# فريتز جازيرا
فريتز جازيرا (4 ديسمبر 1907 – 5 يناير 1996) هو مبارز بالسيف ألماني راحل، مثّل بلاده في الألعاب الأولمبية الصيفية 1928.

## روابط خارجية
فريتز جازيرا على موقع أوليمبيديا (الإنجليزية)